# آن جی هه
آن جی هه (کره‌ای: 안지혜؛ زادهٔ ۱ ژانویه ۱۹۸۷) بازیگر اهل کره جنوبی است. از فیلم‌ها یا برنامه‌های تلویزیونی که وی در آن نقش داشته است می‌توان به افتخار، غریبه‌ها و بازی هرم اشاره کرد.